# Ángel Luis Rodríguez Díaz
Ángel Luis Rodríguez Díaz (Santa Cruz de Tenerife, 26 april 1987) is een Spaans voetballer die onder de naam Ángel als aanvaller speelt.

## Carrière
Ángel maakte in 2005 zijn debuut voor de tweede ploeg van CD Tenerife, de club waar hij ook zijn jeugdopleiding genoot en in 2006 maakte hij zijn profdebuut. Hij speelde er tot 2010 en in 2007 werd hij verhuurd aan Real Madrid B, het belofteteam van Real Madrid. Een jaar later werd hij uitgeleend aan CA Osasuna, maar vertrok ook hier weer na een seizoen. Hij tekende in 2010 bij Elche CF en speelde er tot 2012.
Hij tekende in 2012 bij Levante UD maar werd in 2013 al terug uitgeleend aan Elche CF. Hij speelde tot 2014 voor Levante en verhuisde naar SD Eibar waar hij speelde tot 2015. In 2015 tekende hij bij Real Zaragoza waar hij speelde tot 2017. In 2017 tekende hij een contract bij Getafe CF.